# Cataulacus
Cataulacus är ett släkte av myror. Cataulacus ingår i familjen myror.

## Bildgalleri

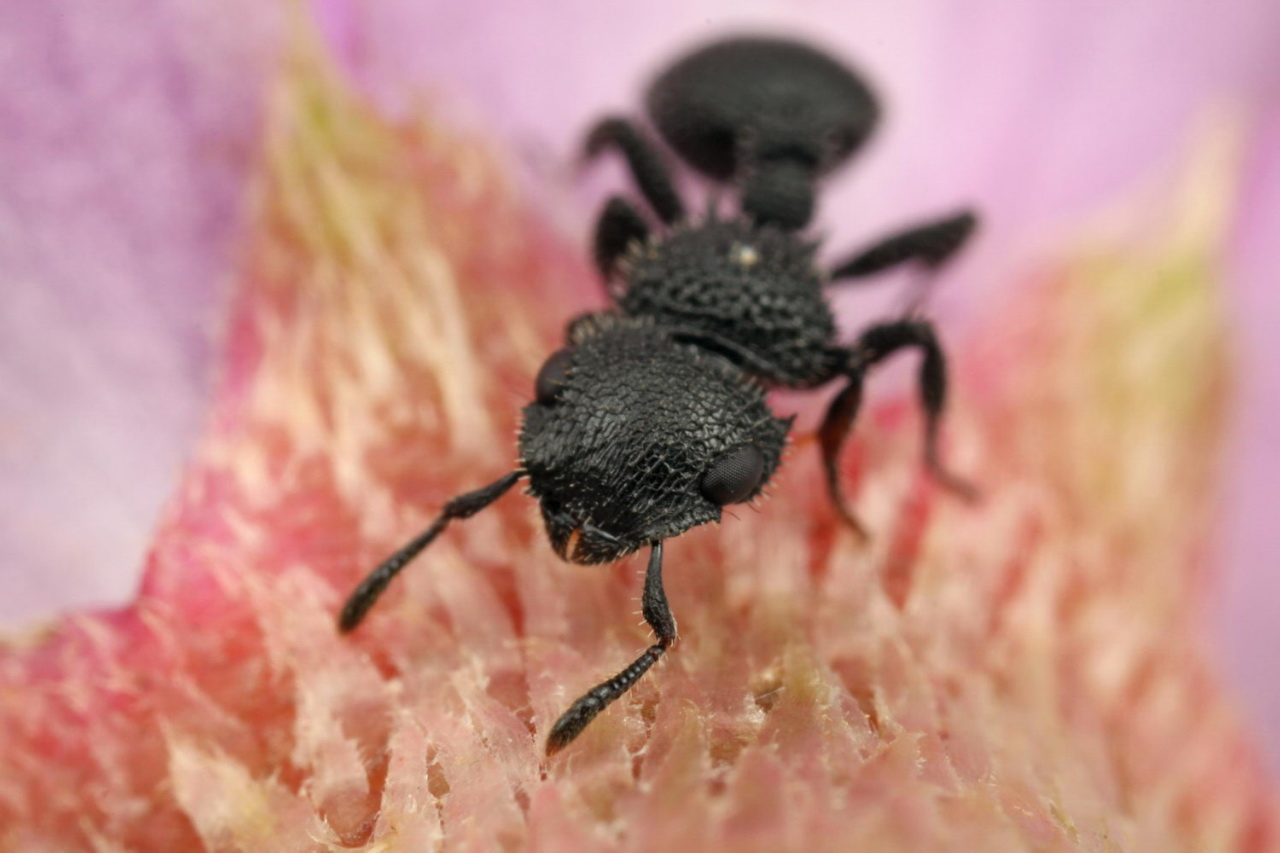
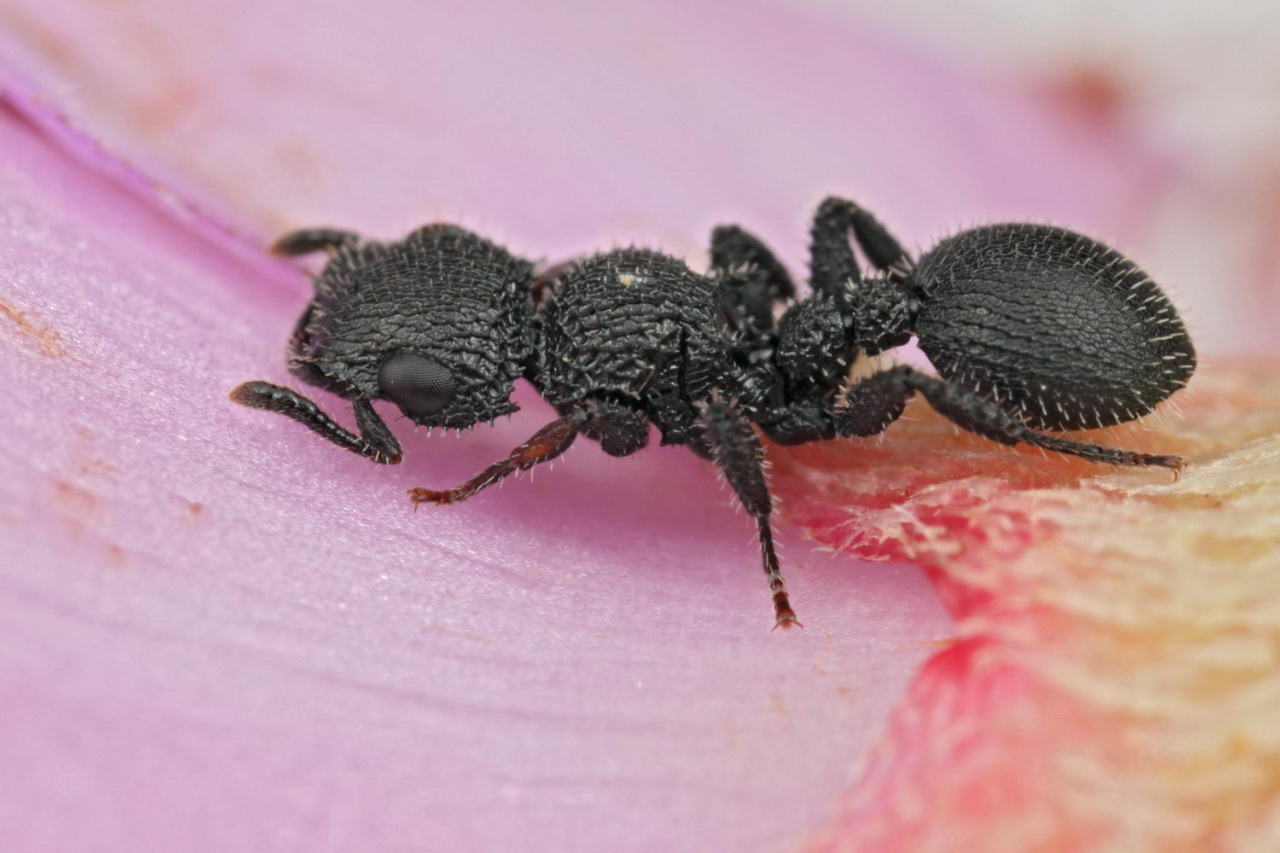
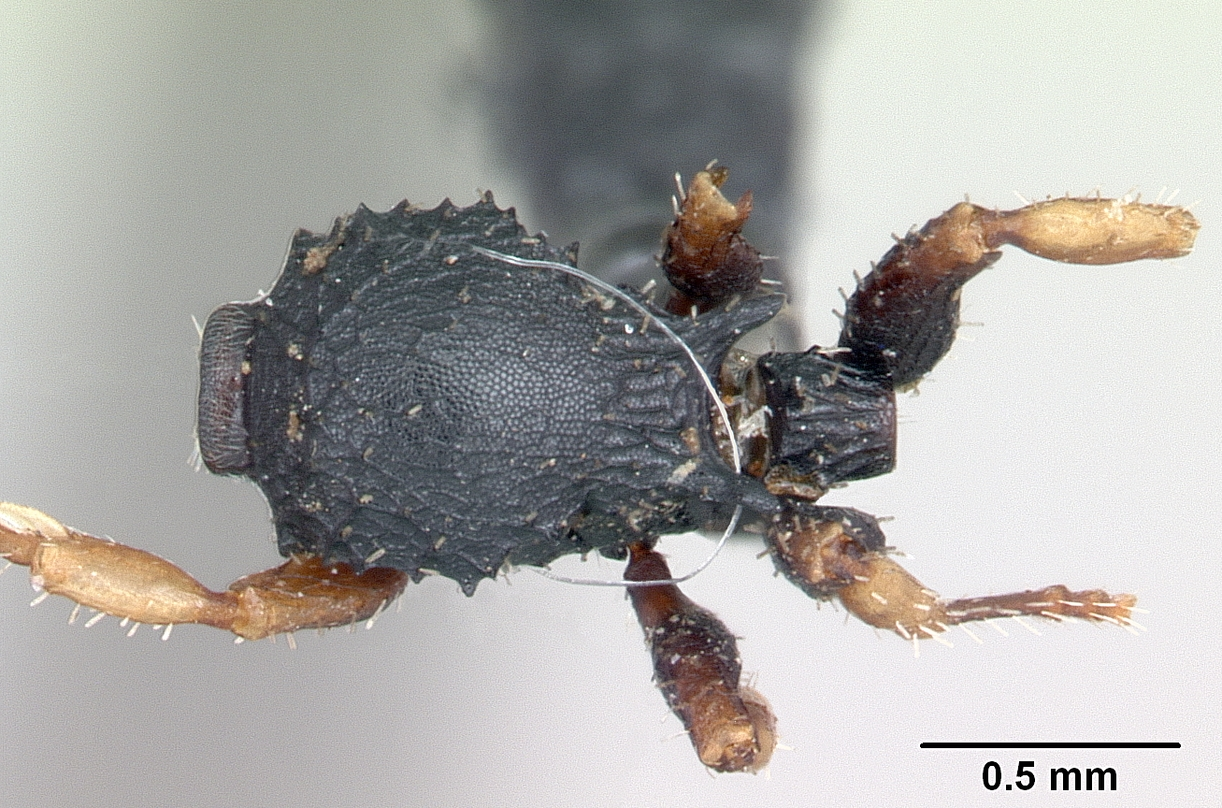
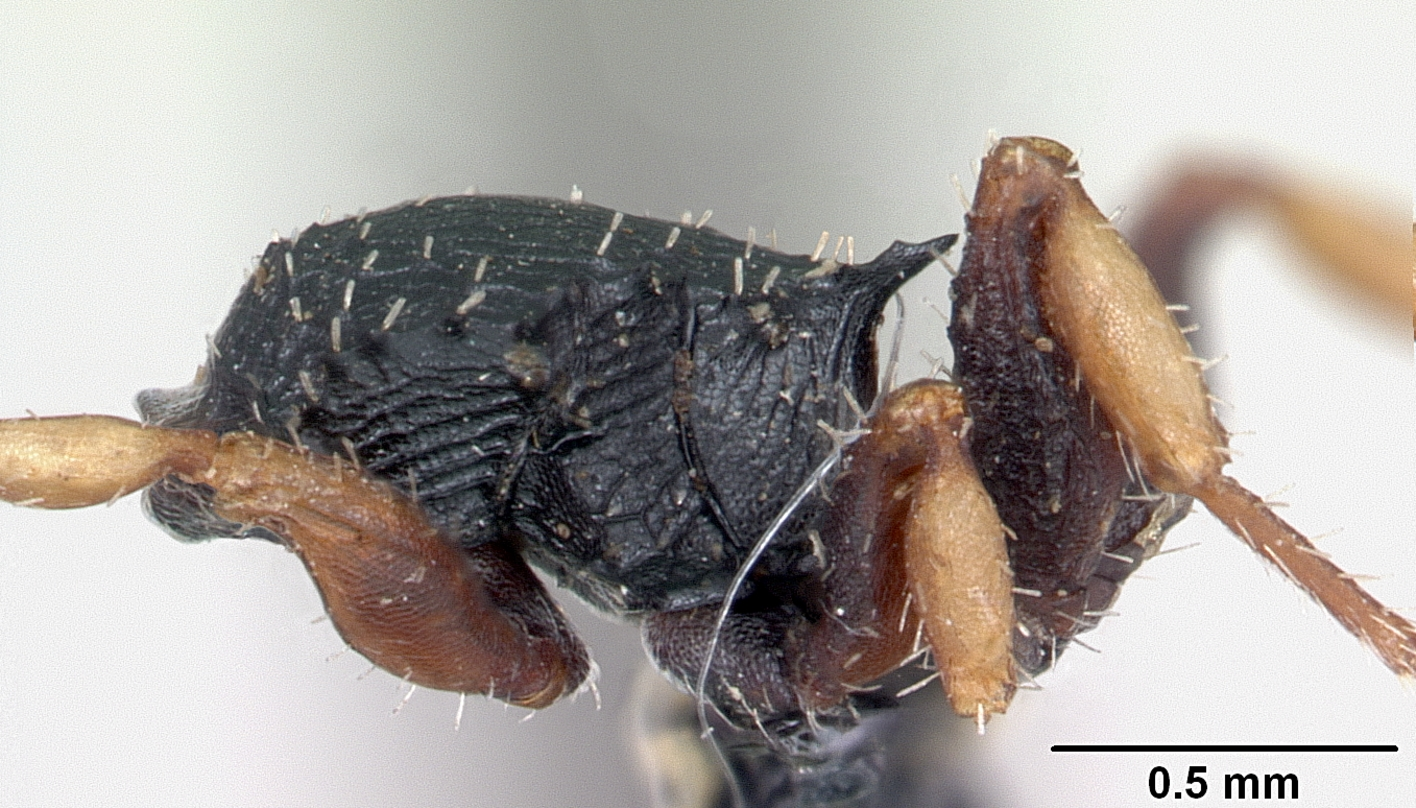
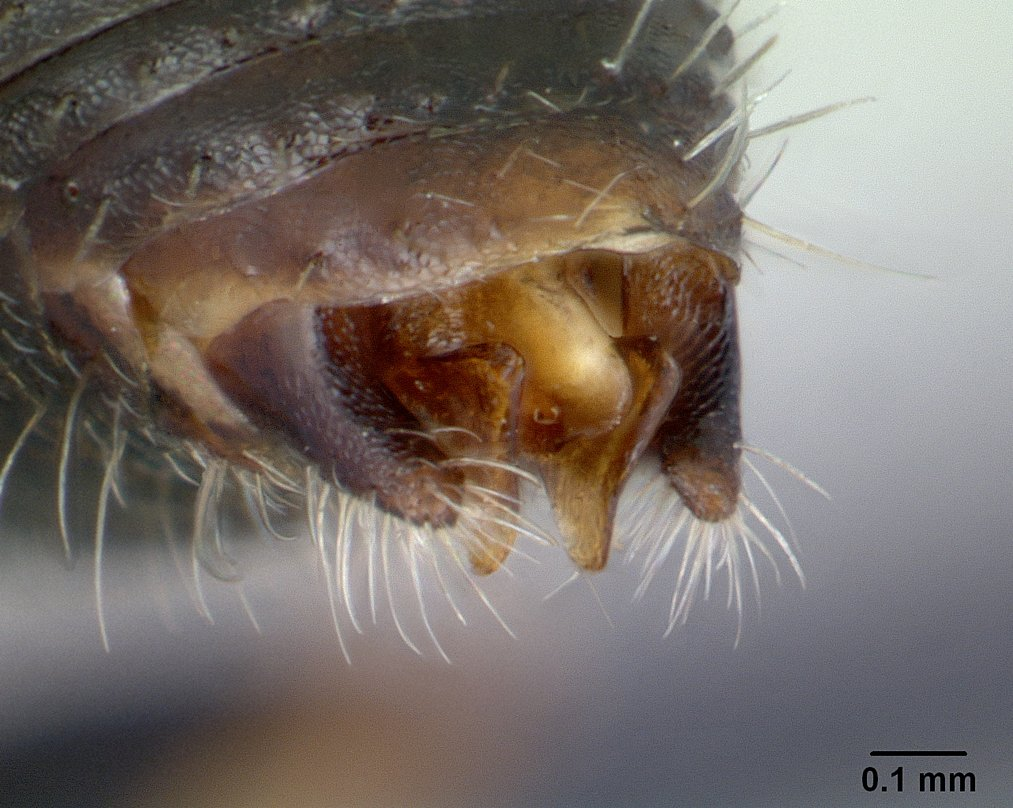
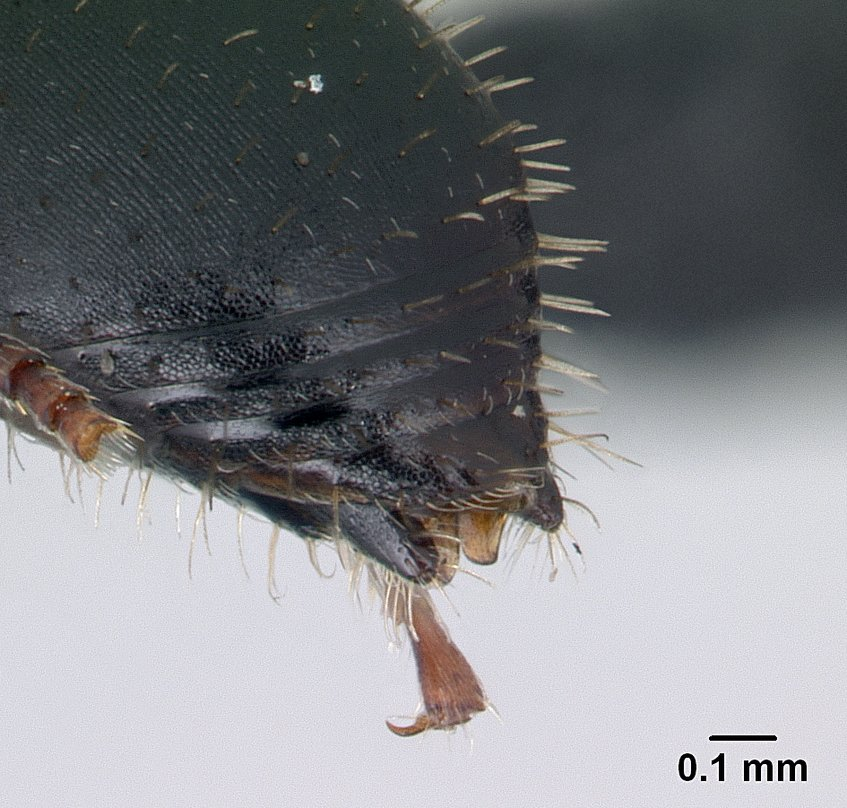

## Dottertaxa tillCataulacus, i alfabetisk ordning[1]
- Cataulacus adpressus
- Cataulacus anthracinus
- Cataulacus bequaerti
- Cataulacus boltoni
- Cataulacus brevisetosus
- Cataulacus catuvolcus
- Cataulacus centrurus
- Cataulacus cestus
- Cataulacus chapmani
- Cataulacus difficilis
- Cataulacus ebrardi
- Cataulacus egenus
- Cataulacus elongatus
- Cataulacus erinaceus
- Cataulacus flagitiosus
- Cataulacus fricatidorsus
- Cataulacus granulatus
- Cataulacus greggi
- Cataulacus guineensis
- Cataulacus hispidulus
- Cataulacus horridus
- Cataulacus huberi
- Cataulacus impressus
- Cataulacus inermis
- Cataulacus intrudens
- Cataulacus jacksoni
- Cataulacus jeanneli
- Cataulacus kenyensis
- Cataulacus kohli
- Cataulacus latissimus
- Cataulacus latus
- Cataulacus lobatus
- Cataulacus longinodus
- Cataulacus lujae
- Cataulacus marginatus
- Cataulacus mckeyi
- Cataulacus micans
- Cataulacus mocquerysi
- Cataulacus moloch
- Cataulacus muticus
- Cataulacus nenassus
- Cataulacus oberthueri
- Cataulacus pilosus
- Cataulacus planiceps
- Cataulacus pompom
- Cataulacus porcatus
- Cataulacus praetextus
- Cataulacus pullus
- Cataulacus pygmaeus
- Cataulacus regularis
- Cataulacus resinosus
- Cataulacus reticulatus
- Cataulacus satrap
- Cataulacus setosus
- Cataulacus silvestrii
- Cataulacus simoni
- Cataulacus striativentris
- Cataulacus taprobanae
- Cataulacus tardus
- Cataulacus taylori
- Cataulacus tenuis
- Cataulacus theobromicola
- Cataulacus traegaordhi
- Cataulacus wasmanni
- Cataulacus weissi
- Cataulacus wissmannii
- Cataulacus voeltzkowi
- Cataulacus vorticus